# Ivan Uvizl
Ivan Uvizl (často psán nesprávně jako Uvízl; * 16. srpna 1958, Šternberk) je bývalý československý atlet, běžec, který se věnoval středním a dlouhým tratím.
Od 25. září 1980 je držitelem českého rekordu v hodinovce, když v Ostravě dosáhl výkonu 20 144 metrů. V témže závodě zaběhl také nejlepší český výkon v běhu na 20 000 metrů, jehož hodnota je 59:38,6.

## Kariéra

### Klubová příslušnost
S atletikou začínal v Lokomotivě Olomouc (1975–1978), poté Vítkovice (1979–1983). Od roku 1984 byl členem RH Praha a kariéru zakončil v AC Sparta Praha (1990–1996).

### Úspěchy
V lednu roku 1985 vybojoval na světových halových hrách (předchůdce halového MS) v Paříži bronzovou medaili v běhu na 3000 metrů. Trať zaběhl v čase 7:57,92 a na prvního v cíli, Portugalce João Campose ztratil jen 29 setin sekundy. V témže roce se zúčastnil také halového ME v Pireu, kde v závodě na 3000 metrů ve finále doběhl na 9. místě (8:15,11). Na Mistrovství Evropy v atletice 1986 ve Stuttgartu skončil devátý v závodě na 5000 metrů a na dvojnásobné, desetikilometrové trati doběhl jako třináctý.
V letech 1979–1989 reprezentoval ve třinácti mezistátních utkáních, z toho jednou v evropském poháru.